# Rickey F
Ríckey F (рус. Ри́ки Эф; настоящее имя — Генна́дий Вита́льевич Фарафо́нов; род. 23 мая 1994, Екатеринбург) — российский рэпер, баттл-рэпер, автор песен, бывший участник лейбла Underwater и группы neuro664, ныне проживающий в Москве. Известен яркими выступлениями на рэп-баттлах, а также написанием песен для видеоблогеров и других исполнителей. 26 декабря 2017 года выпустил свой дебютный сольный альбом Fantome-1.

## Биография и музыкальная карьера

### Ранний период: юность — начало музыкальной карьеры
Рэпом Геннадий увлёкся ещё в школьном возрасте, вдохновившись американским рэпером 50 Cent. Творческий путь начал с псевдонима Rickey-BIFF в 2009 году, но в то время не сыскал ожидаемого успеха. Чуть позже исполнитель сменил псевдоним Rickey-BIFF на более привычный Rickey F, находит единомышленников в лице Оксида и Того Самого Коли, объединяются в коллектив «neuro664» и набирают небольшую фан-базу. В коллективе Геннадий был именно тем исполнителем, которого слушатели «neuro664» считали лишним и часто просили вырезать его куплеты из треков группы. Параллельно Rickey F пробует свои силы в «9-м официальном баттле hip-hop.ru» и «15-м независимом баттле hip-hop.ru». В первом не проходит отбор, а во втором — доходит до третьего раунда.

### «Optimum Versus» — «For Good»
В 2012 году представил публике свой дебютный микстейп «Optimum Versus», который получил смешанные отзывы на форуме hip-hop.ru. В основном Геннадия критиковали за его достаточно грубый голос. Чуть позже выходит дебютный мини-альбом «Сын Иапета». В начале 2014 года Rickey F выпускает свой второй мини-альбом «Резюме», а также участвует на первых этапах в первом сезоне московского филиала баттл-проекта SLOVO, но видеозаписи баттлов по неизвестным причинам так и не были опубликованы. 31 октября 2014 года выходит микстейп «UnderWater Vol.2: Верните улицам чекиста» совместно с СД, Дуней, Оксидом и Тем Самым Колей под крылом лейбла Underwater. В этом же месяце, Геннадий близко знакомится с Alphavite на мероприятии «Versus: Main Event. All Stars» в гримёрке.
15 февраля 2015 года выходит совместный с СД 5-трековый мини-альбом «Москва не верит». 19 марта 2015 года выходит рэп-баттл Того Самого Коли против Lodoss на четвёртом этапе сезона Versus: Fresh Blood, где Геннадий заменял первого, стоя в обезьяньей маске, читая текст, быстро записанный в поезде по пути в Санкт-Петербург. Именно на этом баттле зародился мем про «дал себе пять». 25 апреля 2015 года выходит микстейп «For Good», состоящий из 11 треков с гостевыми куплетами от Lodoss, Alphavite, Маши Hima, Того Самого Коли и Оксида.

### «Versus: Fresh Blood 2», сольная музыкальная карьера
18 июня 2015 года был объявлян отбор на участие во втором сезоне Versus: Fresh Blood, куда Фарафонов отправил заявку и с лёгкостью попадает в отборочный этап, где встретился с московским рэпером Tvoigreh. В этот же день были опубликованы трек и клип на песню «Crown Me», который является ремиксом на одноимённую композицию рэпера Hopsin. 2 декабря 2015 года вышкл первый турный рэп-баттл сезона против Sin’а, который стал одним из знаковых поединков на Versus: Fresh Blood и породил множество мемов, а популярность Фарафонова возросла. Шутки про раковую опухоль во втором раунде Фарафонова были настолько грубыми и аморальными, что расширили рамки аморальности на баттлах. Oxxxymiron был восхищён данным баттлом и отметил, что «раунды Rickey F — одни из лучших за всю историю баттлов на русском, плюс очень сильные фристайловые флипы». Также Фарафонов привлёк внимание Басты.
В начале 2016 года вышли баттлы против Лёхи Медь и Букер Д. Фреда, в первом — победил, во втором — прошли оба в полуфинал, так как набрали достаточное число побед в турнирной таблице. 16 марта 2016 года вышел полуфинальный баттл против Хип-Хоп Одинокой Старухи, где Фарафонов потерпел поражение со счётом 0:3 и не прошёл в финал сезона. Параллельно с участием на Versus: Fresh Blood, также вышли совместные треки, клипы на «Мегаполисадник», «Тень» с Alphavite и на «Финал» с Млечным. 27 июля 2016 года Соня Мармеладова вызвал Rickey F на рэп-баттл под биты, после чего Фарафонов принял вызов в ответном диссе «Твой менталитет», вышедшем 6 августа. Летом этого же года был назван одним из самых примечательных новичков российской хип-хоп индустрии в проекте «Новый Флоу» от сайта The Flow. 2 ноября 2016 года вышел клип на трек «Free Fall», срежиссированный Maximax’ом. 16 ноября 2016 года выщел 5-трековый мини-альбом «Five», где гостевым куплетом отметился LIZER. 5 декабря 2016 года вышел рэп-баттл против Сони Мармеладовой, который стал первым баттлом под биты на Versus Battle. На данный момент[какой?] видеозапись поединка набрала более 34 миллионов просмотров на YouTube.
8 мая 2017 года вышел клип на трек «Tutti-Frutti». 26 октября 2017 года вышли три сингла с дебютного альбома «Fantome-1»: «Новая Москва» при участии hvy, «Предпоследний день» и «Prologue». 22 декабря 2017 года вышел клип на сингл «Новая Москва». 26 декабря 2017 года вышел дебютный сольный альбом «Fantome-1».
11 марта 2018 года вышел второй баттл под биты на Versus Battle против Гарри Топора. Летом этого Фарафонов выступил в качестве судьи в четвёртом сезоне «Versus: Fresh Blood: Война стилей», где отсудил второй этап вместе с Хайдом и Redo. 31 июля 2018 года вышел второй сольный мини-альбом «FlashForward» при поддержке «Rhymes Music» с гостевыми куплетами от Alphavite, hvy и XWinner. В конце года был намечен релиз нового альбома.

## Скандалы и инциденты

### Помощь в написании текстов для Юрия Хованского нарэп-баттлпротив Дмитрия Ларина
20 марта 2016 года вышел рэп-баттл видеоблогеров Юрия Хованского против Дмитрия Ларина, после чего второй обвинил первого в использовании услуг гострайтера. Спустя полгода, на YouTube-канале Дмитрия Ларина вышел клип-дисс «Ларин против» на Rickey F под инструментал хита «Копы» группы Грибы, где обвиняет его в помощи написания текста для Юрия Хованского на баттл против него и вызвал рэпера на Versus Battle. «Versus, йоу, либо go драться!» — так сказал видеоблогер в своём ролике. Сами Rickey F и Юрий Хованский отрицают данный факт и усмехнулись над Дмитрием Лариным в Твиттере. Однако сайт The Flow утверждает, их источники подтверждают информацию о том, что Юрий Хованский пользовался услугами гострайтера у Rickey F.

### Ситуация с DJ M.E.G.
4 декабря 2016 года выходит долгожданный рэп-баттл против Сони Мармеладовой, который вызвал бурную реакцию пользователей сети Интернет. Из уст Геннадия прозвучали шуточные панчлайны про владикавказских рэперов MiyaGi и Эндшпиля, которые являются близкими приятелями известного музыканта DJ M.E.G.. Диджей остался недоволен данными строками и попросил рэпера поподробнее объяснить их в Твиттере. Сам Геннадий воздержался от комментариев.

### Помощь в написании текстов для Эльдара Джарахова
Эльдар Джарахов не отрицает, что Rickey F и Jubilee помогают ему в написании рекламных песен для разных компаний, но Дмитрий Ларин настоял на том, чтобы он сам написал текст на рэп-баттл, который состоялся в марте 2017 года. Но после выхода баттла Эльдара и Дмитрия, второй сдержал свои комментарии по этому поводу.

### Монтаж баттла с Гарри Топором
11 марта 2018 года вышел рэп-баттл против Гарри Топора. Чуть позже, ведущий и организатор Versus Battle, Ресторатор написал в твиттере, что, по его информации, Rickey F подкорректировал видеозапись своего баттла с Гарри Топором так, чтобы его голос звучал лучше. Сам же Геннадий отвергает данную информацию.

## Рэп-баттлы
SLOVO
- SLOVO Москва: Rickey F VS Trenzi (Отбор) (проход) (не вышел в сеть)
- SLOVO Москва: Rickey F VS Юра Котов (Топ-32) (победа) (не вышел в сеть)
- SLOVO Москва: Халф VS Rickey F (Топ-16) (поражение) (не вышел в сеть)

Versus: Fresh Blood
- VERSUS: FRESH BLOOD (Тот Самый Коля (Rickey F) VS Lodoss) Round 4 (техническое поражение)
- VERSUS: FRESH BLOOD 2 (tvoigreh VS Rickey F) Отбор (проход)
- VERSUS: FRESH BLOOD 2 (Rickey F VS Sin) Round 1 (победа 3:0)
- VERSUS: FRESH BLOOD 2 (Rickey F VS Лёха Медь) Round 2 (победа 3:0)
- VERSUS: FRESH BLOOD 2 (Rickey F VS Букер Д. Фред) Round 3 (без судейства)
- VERSUS: FRESH BLOOD 2 (Хип-Хоп Одинокой Старухи VS Rickey F) Полуфинал (поражение 0:3)

Versus BPM
- VERSUS BPM: Rickey F VS Соня Мармеладова (без судейства)
- VERSUS BPM: Гарри Топор VS Rickey F (без судейства)

## Дискография
Студийные альбомы
- Fantome-1 (2017)

Мини-альбомы
- «Сын Иапета» (2012)
- «Резюме» (2014)
- «Москва не верит» (совместно с СД) (2015)
- Five (2016)
- FlashForward (2018)
- FORMULA (2019)

Микстейпы
- Optimum Versus (2012)
- «UnderWater Vol.2: Верните улицам чекиста» (в составе UnderWHAT?) (2014)
- For Good (2015)

Синглы
- «Сансара» (2014)
- «Supernova» (совместно с Lodoss) (2014)
- «Твой стакан» (совместно с Тем Самым Колей) (макси-сингл) (2014)
- «XX» (макси-сингл) (2014)
- «Пятнами» (совместно с Тем Самым Колей, Оксидом) (2015)
- «Мёртвые президенты» (совместно с Alphavite) (2015)
- «O2» (2015)
- «Crown Me (Remix)» (2015)
- «Тень» (совместно с Alphavite) (2015)
- «Белый снег» (совместно с Alphavite) (2016)
- «Мегаполисадник» (2016)
- «Arkham III» (2016)
- «Финал» (совместно с Млечным) (2016)
- «Loud» (совместно с Alphavite) (2016)
- «Лимбо» (2016)
- «Cerebro» (совместно с Basic Boy) (2016)
- «Free Fall» (2016)
- «Arkham: Skytown» (2017)
- «Человек» (совместно с hvy) (2017)
- «Эпилог» (2018)
- «Arkham V» (2018)
- «Ветер» (2018)
- «Карго [Arkham VI]» (2019)
- «Tattoo» (2019)
- «Arkham 7» (2020)
- «Криоген» (совместно с Баста) (2021)

## Видеография
| Год  | Название                         | Альбом                                  | Режиссёр                             |
| ---- | -------------------------------- | --------------------------------------- | ------------------------------------ |
| 2015 | «Crown Me» (Remix)               | Внеальбомный                            | All Bitches Know                     |
| 2015 | «Тень» (при участии Alphavite)   | Внеальбомный                            | Искан Райтеров                       |
| 2016 | «Мегаполисадник»                 | «God Простит, Zloi Negr Нет» (Микстейп) | Искан Райтеров                       |
| 2016 | «Финал» (при участии Млечного)   | Внеальбомный                            | Георгий Лизунов                      |
| 2016 | «Free Fall»                      | Внеальбомный                            | Макс Михайлов                        |
| 2017 | «Tutti-Frutti»                   | «Five»                                  | Elantseval                           |
| 2017 | «Новая Москва» (при участии hvy) | «Fantome-1»                             | Макс Михайлов                        |
| 2019 | «Fuck Cash»                      | «FLASHFORWARD»                          | Александр Процюк, Степан Христофоров |
| 2019 | «Карго»                          | «FORMULA»                               |                                      |

## Туры
- Conquista Tour (совместно с Alphavite) (2016)
- Futourist Tour (2017)
- F1 Tour (2018)